# Guichón
Guichón es una ciudad uruguaya del departamento de Paysandú, y es sede del municipio homónimo. 
A pocos kilómetros de Guichón, sobre la ruta 90, que la une con la capital departamental, se encuentran las termas de Almirón, notables por ser de agua salada.

## Ubicación
La ciudad se encuentra situada en la zona centro-sur del departamento de Paysandú, sobre la cuchilla de Haedo, junto a la ruta 90, a la altura de su empalme con la ruta 4. Dista 100 kilómetros de la ciudad capital departamental, Paysandú y es próxima al límite con el departamento de Río Negro.

## Historia
Cuando Pedro Luis Guichón y su esposa Felicia Froste llegaron a esa zona en 1884 era un paraje ganadero, cuya producción se comercializaba en centros alejados, empleando tiempo y esfuerzo en el arreo. Las comunicaciones, el transporte de pasajeros y de mercaderías se realizaban a caballo, carretas y diligencias, especialmente a través del llamado «Camino de la Cuchilla» a lo largo de la cumbre de la Cuchilla de Haedo. Dos líneas organizadas recorrían la región al este, oeste y norte de la ciudad actual.
Quien luego sería el fundador de la localidad instaló su residencia y hacienda en la falda norte de la cuchilla, en un lugar conocido como La Palma Sola, que en el siglo XX tomó el nombre de Estancia Vieja. En 1891 atravesó su campo la línea ferroviaria Midland en su tendido entre Paso de los Toros y Paysandú. Guichón aprovechó la circunstancia y construyó junto a las vías una parada, un comercio y facilitó la instalación de algunos servicios como comisaría y escuela, hasta que en 1903 se le encomendó al agrimensor José Princivali el fraccionamiento del terreno para conformar un centro poblado y se promocionó la radicación de pobladores en el lugar y la construcción de la planta urbana.
El 15 de julio de 1907 fue declarado oficialmente pueblo, pero aún estaba en formación. Era reducido en pobladores y extensión, no tenía calles arregladas y carecía de los servicios elementales. Mientras el pueblo crecía, en sus alrededores se desarrolló una zona de chacras, la primera de las cuales se denominó Colonia Juncal.
En 1922 el Banco Hipotecario inició la Colonia Diana en las estancias Santa Isabel y Gloria, facilitando la relación de los colonos, la mayoría de ellos inmigrantes extranjeros, que diversificaron la producción de la zona. La actividad creció desde 1927 con la radicación allí de una sucursal del Banco de la República, que facilitó el acceso al crédito para el trabajo agropecuario. El proceso prosiguió con la creación de la Colonia Uruguaya en campos de la estancia Rincón, mientras el comercio y los servicios se desplegaban en la floreciente planta urbana. Guichón mejoró notoriamente sus comunicaciones con la apertura, en 1932, del camino a Piñera y, en 1951, de la ruta 4 hacia el norte. En 1962 adquirió la categoría de ciudad.

## Población
Según el censo de 2011 la ciudad contaba con una población de 5039 habitantes.
| 2444          | 3683 | 4726 | 4284 | 4826 | 5025 | 5039 |
| (Fuente: INE) |      |      |      |      |      |      |

## Sitios de interés

### Termas de Almirón
En 1958 ANCAP realizó prospecciones en la zona en busca de petróleo; se descubrieron aguas termales saladas en la estancia Porqueno de Luis Alberto Almirón, en las orillas del arroyo Guayabo Chico, a cinco kilómetros de la ciudad de Guichón. Hoy conocidas como Termas de Almirón, fueron habilitadas al uso público en 1974, desarrollándose desde entonces un atractivo balneario en el lugar.
El cese parcial de la actividad ferroviaria a fines de la década de 1980 afectó las actividades de la ciudad y su entorno, lo que se vio compensado parcialmente por el desarrollo turístico.